# Villa Santa Lucia degli Abruzzi
Villa Santa Lucia degli Abruzzi är en ort och kommun i provinsen L'Aquila i regionen Abruzzo i Italien. Kommunen hade 97 invånare (2018).